# Пурлевский, Савва Дмитриевич
Савва Дмитриевич Пурлевский (ок. 1798—1868) — крепостной крестьянин, предприниматель, купец, литературный герой.

## Биография
Савва Дмитриевич Пурлевский — состоятельный крепостной крестьянин, в селе Великом Ярославского уезда ему принадлежали свечной и кирпичный заводы. Село в начале XIX в. было собственностью наследников Сергея Саввича Яковлева. Владельцы ценили деловые качества крестьян, в 1829 г. Савва Дмитриевич был назначен бурмистром села. В 1830 г. владельцам понадобился комиссионер для продажи уральского железа на Нижегородской ярмарке, выбор пал на С. Д. Пурлевского. Торговля закончилась неудачно, была обнаружена недостача, которую Савва Дмитриевич пытался скрыть, полтора года он не предоставлял отчет о работе на ярмарке. Когда о недостаче стало известно владельцам, С. Д. Пурлевский бежал из села, прихватив крупную сумму денег. После этого жил в Москве, Киеве и Одессе под чужим именем. Первая попытка в 1836 г. приписаться в мещанство была неудачной, С. Д. Пурлевскому с трудом удалось избежать высылки в Ярославль.
В 1845 г., после урегулирования долгов, оставшихся в селе Великом, Савва Дмитриевич был причислен к Одесскому мещанству. В 1859 г. занимался торговыми операциями в Москве и представлял сахарные заводы Яхненко и Симиренко.
В 1866 г. в «Торговом сборнике» С. Д. Пурлевским были опубликованы «Заметки на некоторые передовые статьи „Биржевых ведомостей“».

## «Воспоминания крепостного»
В 1877 г. Н. В. Щербань опубликовал в «Русском вестнике» статью «Воспоминания крепостного» взяв за основу неоконченные записки С. Д. Пурлевского. В тексте «Воспоминаний крепостного» биография С. Д. Пурлевского представлена в искаженном виде — изменены метрические даты, автор мемуаров часто преувеличивает свою роль в событиях. Кроме того, в тексте встречается много редакторских вставок — Н. В. Щербань пытаясь приблизить героя к идеалам народничества, превратил богатого купца в «мыкающего горе» бедного парня. Рассказам о злоупотреблениях помещиков редактор придал утрированный характер.
Через два года после публикации «Воспоминания крепостного» были процитированы Ф. М. Достоевским в романе Братья Карамазовы. В 1940 г. обширные цитаты из статьи Н. В. Щербаня были включены в книгу «Курс источниковедения истории СССР». Во второй половине XX в. текст статьи «Воспоминаний крепостного» часто использовался при изучении русского крестьянства. Многие исследователи ошибочно указывали автором текста С. Д. Пурлевского.